# Defect
Defect este un film românesc din 1970 regizat de VirgiI Mocanu.